# Кредо убийцы (фильм, 2009)
«Кредо убийцы» (англ. Assassin’s Creed: Lineage, дословно — «Кредо убийцы: Родословная») — серия из трёх канадских короткометражных фильмов 2009 года от режиссёра Ива Симоно, являющихся частью медиафраншизы Assassin’s Creed и первым медиапроектом Ubisoft вне игровой индустрии. Сюжет «Кредо убийцы» предшествует событиям игры Assassin’s Creed II и освещает прошлое Эцио Аудиторе да Фиренце и членов его семьи. Главным героем фильма выступает отец Эцио Джованни, ассасин из Флоренции XV века в исполнении актёра Романо Орзари, который расследует загадочное убийство герцога Миланского Галеаццо Марии Сфорца, положившее начало масштабному политическому заговору.
За производство отвечали студии Ubisoft Montreal и Hyrbide Technologies. Все три фильма вышли на YouTube в рамках маркетинговой кампании Assassin’s Creed II. Первый фильм вышел 26 октября 2009 года на YouTube, а релиз двух оставшихся состоялся 12 ноября. 14 ноября 2009 года Ubisoft выпустила полную версию «Кредо убийцы». Фильм получил смешанные отзывы.

## Сюжет

### Эпизод 1
Действие разворачивается в 1476 году. Флорентийский дворянин Джованни Аудиторе размышляет о коррупции, предательствах и убийствах — тёмной стороне эпохи Возрождения, а также о своей борьбе за справедливость, честь и безопасность семьи. Из укрытия он наблюдает, как его родные наслаждаются ужином, после чего отправляется патрулировать ночные улицы Флоренции. Вскоре Джованни устраивает засаду отряду наёмников во главе с Родриго Борджиа, пытающихся покинуть город. Он убивает двоих и обезвреживает третьего, но Борджиа удаётся скрыться. Джованни приводит пленного наёмника в палаццо Лоренцо Медичи, где узнаёт о готовящемся заговоре против герцога Миланского Галеаццо Марии Сфорца, нападение назначено на День Святого Стефана.
Джованни спешно прибывает в Милан, но не успевает предотвратить убийство Сфорца. Тем не менее, он вступает в бой с заговорщиками и убивает их. На теле одного из них Джованни находит несколько венецианских монет. Вернувшись домой, он приходит к выводу, что со смертью Сфорца Медичи потеряли могущественного союзника. Однако, благодаря полученным сведениям, Джованни надеется вычислить истинных виновников.

### Эпизод 2
Джованни прибывает в Венецию, чтобы установить личность заказчика убийства Сфорца. В ходе расследования он проникает во дворец дожей и видит двух мужчин — Сильвио и Марко Барбариго, которые поручают посыльному доставить письмо в Рим, где находится их господин. Джованни перехватывает посыльного, однако тот, не желая раскрывать тайну, предпочитает смерть. Ассасин возвращается во Флоренцию и отдаёт зашифрованное письмо Лоренцо и гонфалоньеру Уберто Альберти. Уберто поручает отцу Антонио Маффеи да Вольтерру расшифровать письмо, но, в то же время, втайне инструктирует его не раскрывать содержимое послания другим людям.
Вскоре Маффеи навещает Джованни, когда тот проводит время со своей семьёй, и просит его вернуться во дворец Лоренцо. Второй сын Джованни Эцио просит отца взять его с собой, но получает отказ. Во дворце Уберто утверждает, что письмо не может быть расшифровано, поэтому предлагает ассасину доставить его адресату, чтобы получить сведения непосредственно от него. В то время, как Джованни отправляется в Рим, Борджиа прибывает в Венецию на встречу со своими союзниками, чтобы обсудить их последующие действия. Со словами: «Да направит нас Отец Понимания!» собравшиеся скрещивают мечи в символ Ордена Тамплиеров.

### Эпизод 3
По прибытии в Рим Джованни передаёт письмо связному, а тот, в свою очередь, через других посыльных доставляет его Борджиа. Последний затем вручает письмо Папе Сиксту IV и заводит с ним беседу, в ходе которой сообщает, что Медичи не признают авторитет Папы. В ответ на предложение Родриго разрешить конфликт с применением силы, Папа соглашается поддержать заговор Пацци, чтобы восстановить порядок во Флоренции. Джованни определяет местоположение Борджиа и следует за ним вплоть до Собора Святого Петра, где попадает в засаду. Борджиа заявляет, что ему известна настоящая личность ассасина, которому он предлагает присоединиться к тамплиерам и стать свидетелем рождения «нового мира». Отказавшийся от предложения, Джованни даёт отпор людям Борджиа, однако, во время сражения они ломают его скрытый клинок на левой руке, а сам Родриго наносит ассасину удар в грудь метательным ножом; несмотря на это, Джованни удаётся скрыться.
Когда Джованни возвращается домой, он делится со своей женой Марией опасениями относительно масштабного политического заговора. Пока та обрабатывает его раны, Джованни приходит к выводу, что следующий удар заговорщики нанесут по Флоренции. В этот момент в поместье Аудиторе наведывается Маффей в окружении охранников, и просит позвать Джованни. Старший сын последнего по имени Федерико убеждает монаха, что его отца нет дома, в то время как Джованни ускользает через скрытый проход. В Риме Борджиа и его сторонники-тамплиеры сходятся во мнении, что Джованни представляет для них угрозу и решают устранить его. На улицах Флоренции ассасин замечает, как Эцио флиртует со своей девушкой. Затем Джованни в своём монологе обещает во что бы то ни стало защитить родной город руками Аудиторе.

## В ролях
| Актёр           | Роль              |
| --------------- | ----------------- |
| Романо Орзари   | Джованни Аудиторе |
| Мануэль Тадрос  | Родриго Борджиа   |
| Клаудия Ферри   | Мария Аудиторе    |
| Джесси Рат      | Федерико Аудиторе |
| Девон Бостик    | Эцио Аудиторе     |
| Алекс Ивановичи | Лоренцо Медичи    |
| Мишель Перрон   | Уберто Альберти   |

| Актёр            | Роль                  |
| ---------------- | --------------------- |
| Рок Лафорчун     | заключённый           |
| Артур Гроссер    | Папа Сикст IV         |
| Шон Байчоо       | отец Антонио Маффеи   |
| Питер Миллер     | Галеаццо Мария Сфорца |
| Гарри Стандофски | Сильвио Барбариго     |
| Фрэнк Фонтейн    | Марко Барбариго       |
| Максим Савария   | посыльный             |

В работе над «Кредо убийцы» и Assassin’s Creed II приняли участие те же актёры, за исключением Девона Бостика, так как прототипом для игровой версии Эцио послужил Франциско Рандез, а самого персонажа озвучил Роджер Крейг Смит; разработчики отсканировали лица актёров для игры, а те, в свою очередь, записали реплики своих персонажей.

## Производство и продвижение
Создатели «Кредо убийцы» и Assassin’s Creed II тесно сотрудничали друг с другом, чтобы связать произведения между собой. Hybride Technologies снимала актёров на фоне зелёного экрана, после чего специалисты по визуальным эффектом наложили поверх него игровое окружение, извлечённое из движка Anvil engine в Autodesk Softimage; также они переработали текстуру половины фонов, прежде чем добавить их в фильм. Историки из команды разработчиков игры определили стиль одежды жителей Италии времён Возрождения, после чего концепт-художники из той же команды подготовили эскизы каждого костюма, а художники по костюмам из съёмочной группы фильма сшили настоящую одежду, которая легла в основу костюмов игровых персонажей.
Сценарист Assassin’s Creed II Кори Мэй консультировался со сценаристом «Кредо убийцы» Уильямом Реймондом, так как оба хотели создать цельное повествование. В то время как музыку к Assassin’s Creed II написал Йеспер Кид, композитором «Кредо убийцы» выступил Джордж С. Клинтон.
8 июля 2008 года Ubisoft приобрела занимающуюся разработкой визуальных эффектов студию Hybride Technologies; с её помощью компания хотела выйти за пределы игровой индустрии и охватить другие медиа. Во время игровой выставки E3 2009 Ubisoft объявила о скором выходе тесно связанных с Assassin’s Creed II короткометражных фильмов, которые создавались на движке игры совместными усилиями Hybride и Ubisoft Digital Arts. В том же году Ubisoft раскрыла больше деталей предстоящего проекта на фестивале Comic-Con 2009 года, в частности компания презентовала кадры из «Кредо убийцы».

## Выпуск
19 октября 2009 года в театре на Елисейских полях прошел эксклюзивный пресс-показ первого эпизода. В тот же день в интернете появился тизер-трейлер. 26 октября 2009 года, на день раньше изначально запланированной даты, первый эпизод «Кредо убийцы» был опубликован на YouTube, и затем 2 ноября 2009 года этот эпизод стал доступен на EuroGamerTV. Вторая и третья части «Кредо убийцы» вышли на YouTube 12 ноября, а спустя два дня состоялась премьера полнометражного фильма.
В марте 2010 года DVD с «Кредо убийцы» было включено в специальное издание «Lineage» игры Assassin’s Creed II. Кроме того, DVD с фильмом вошло в состав специального издания Assassin’s Creed: Brotherhood: Auditore Edition, выпущенного в Австралии, Европе и Новой Зеландии, а также в издание «Limited Codex».
«Кредо убийцы» также является частью The Ezio Collection — сборника основных игр про Эцио Аудиторе, выпущенного 15 ноября 2016 года.

## Восприятие
В своей рецензии для IGN Кристофер Монфетт отметил, что «„Кредо убийцы“ больше напоминает бонусный материал для дорогостоящего специального издания, нежели самодостаточный проект, который стоит приобрести отдельно». Другой рецензент IGN Р. Л. Шаффер заявил, что хотя «короткометражный фильм сам по себе очень хорош, но недостаточно увлекателен, чтобы привлечь внимание к франшизе новых фанатов».